# That’s Me (utwór)
That’s Me – piosenka szwedzkiego zespołu ABBA, nagrana w 1976 roku. W Japonii została wydana jako singel (na stronie "B" utwór "Money, Money, Money"). Na potrzeby programu ABBA-dabba-doo!, do piosenki nagrano teledysk.